# Tomba de les Àguiles
La Tomba de les Àguiles, també anomenada Cambra d'Isbister, és una cambra mortuòria neolítica a la vora d'un penya-segat d'Isbister, South Ronaldsay, a les Òrcades, Escòcia. Primerament fou explorada per Ronald Simison el 1952, que hi feu les seues recerques fins al 1973. Informat per Simison, l'arqueòleg John Hedges n'elaborà un informe tècnic i escrigué un llibre que popularitzà el nom de Tomba de les Àguiles.
16.000 ossos humans es trobaren al jaciment (prop de 338 individus), així com 725 d'ocells, en què predominava l'espècie d'àguila marina de cua blanca (Haliaeetus albicilla); n'hi havia ossos provinents de 8 a 20 animals, que podrien ser considerats tòtems. Al principi es consideraren dipositats en la fundació, però després es qüestionà a partir de noves tècniques de datació. Les àligues es catalogaren com mortes al voltant del 2450–2050 ae, 1.000 anys abans de la construcció de la tomba, però algunes parts van ser remogudes. Això s'ha confirmat per proves trobades en altres jaciments que mostren que les tombes de les Illes Òrcades estigueren en ús durant moltes generacions.